# Alta fantasía
La alta fantasía (en inglés, high fantasy) es un subgénero de fantasía, definido por su ambientación en un mundo imaginario o por las características épicas de sus personajes, temas, y trama. El término fue introducido por Lloyd Alexander en su ensayo High Fantasy and Heroic Romance, publicado en 1971.

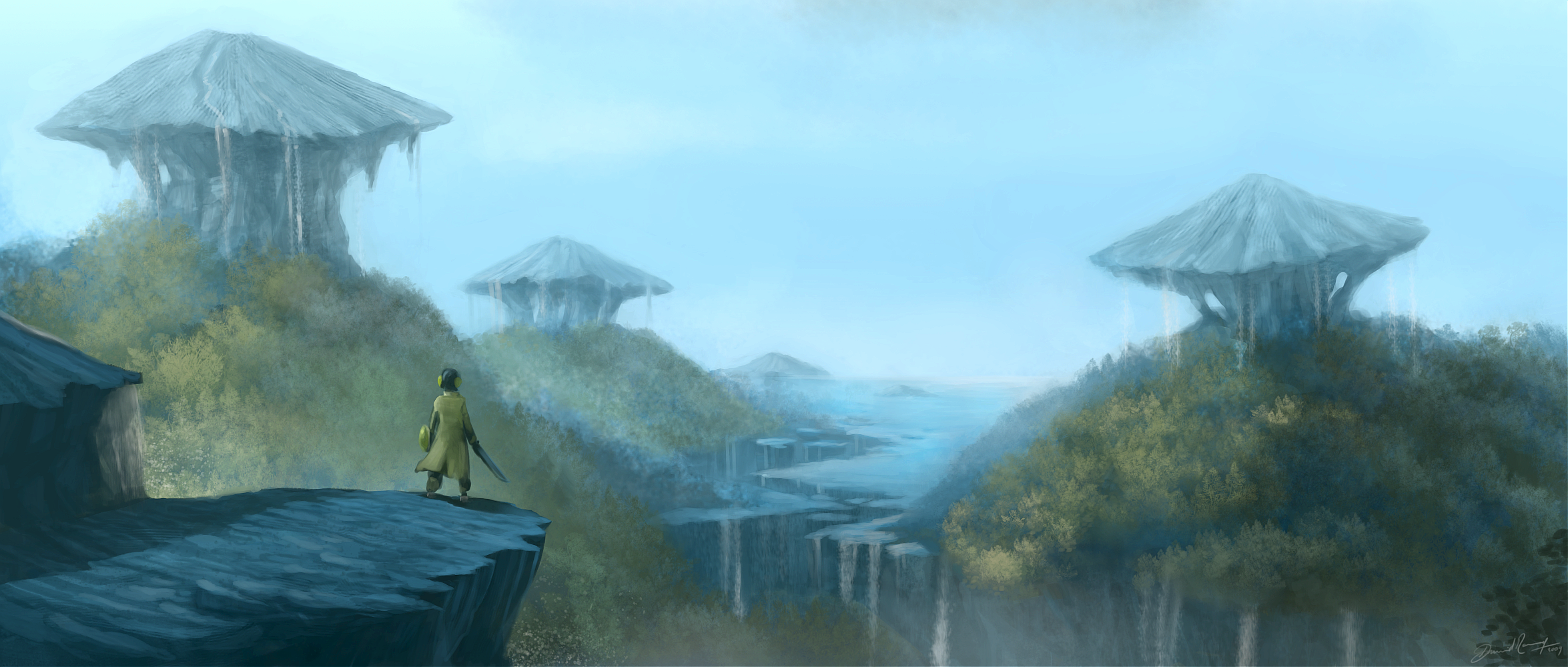
Ambientación fantástica

## Visión general del género
La alta fantasía está situada en un mundo alternativo de ficción ("secundario"), no en uno "real" o "primario". El mundo secundario es internamente consistente, pero sus reglas difieren de las del mundo primario. En contraste, la baja fantasía (low fantasy) está caracterizada por estar situada en el mundo primario o "real", o un mundo racional y familiar, con la inclusión de elementos mágicos.
Las novelas de William Morris, como The Well at the World's End, situadas en un mundo medieval imaginario, a veces son considerados como los primeros ejemplos de alta fantasía. Las obras de J. R. R. Tolkien —especialmente El Señor de los anillos— son consideradas como las obras arquetípicas de la alta fantasía. The Chronicles of Thomas Covenant de Stephen R. Donaldson es otro ejemplo de serie de alta fantasía.

### Escenario
Estas historias son a menudo de tono serio y épico, que tratan temas de la lucha contra las fuerzas sobrenaturales del mal. Algunas características típicas de la alta fantasía son elementos fantásticos como elfos, hadas, enanos, ogros, duendes, gigantes, dragones, demonios, magia o brujería, brujos o magos, lenguas construidas, investigaciones, temáticas coming-of-age, y narrativas de varios volúmenes.
En algunas ficciones, se coloca un personaje contemporáneo del "mundo real" en el mundo inventado, a veces a través de dispositivos como portales a otros mundos o incluso viajes del subconsciente.
Los mundos de alta fantasía pueden estar basados de manera más o menos aproximada a ambientes del mundo real, o en leyendas como el ciclo artúrico. Cuando el parecido es fuerte, particularmente cuando la historia mundial real es utilizada, el alta fantasía se llama ucronía.
El fandom del género del alta fantasía va de Tolkien al contemporáneo. Versiones en la pantalla grande de Las crónicas de Narnia de C.S.Lewis o El Señor de los anillos y El Hobbit de Tolkien, han contribuido a la continua popularidad del género.

### Personajes

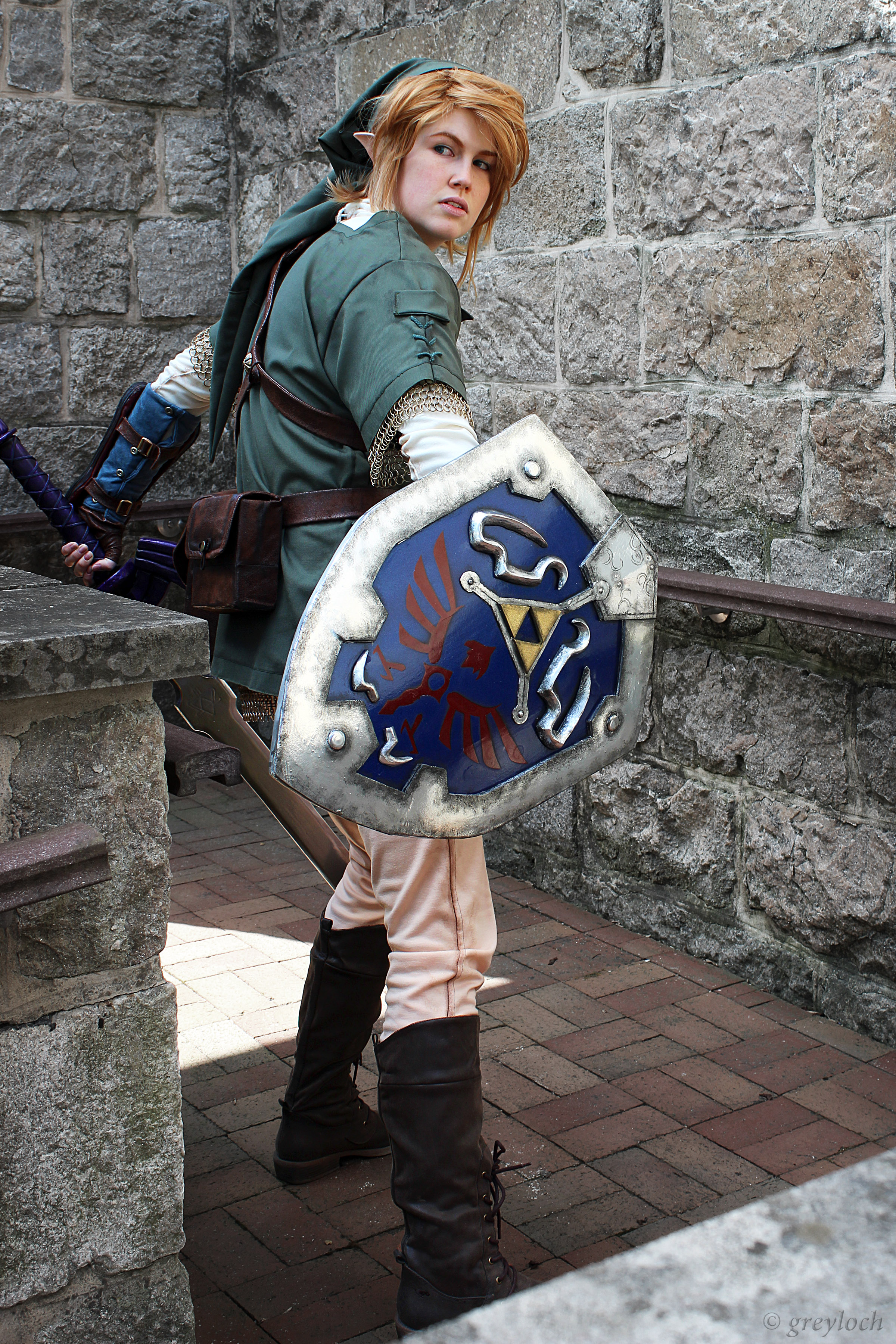
Link de The Legend of Zelda es un ejemplo de prototipo de héroe

Muchas historias de alta fantasía son explicadas desde el punto de vista de un héroe principal. A menudo, gran parte de la trama gira alrededor de su legado o de su naturaleza misteriosa. En muchas novelas, el héroe es un huérfano o hermano diferente, a menudo con un talento extraordinario para la magia o el combate. Empieza muchas veces la historia siendo un niño. En otras obras es un individuo completamente desarrollado con su propio carácter y espíritu.
El héroe a menudo madura rápidamente, experimentando un aumento enorme de habilidades de lucha o habilidades para solucionar problemas durante el camino. La trama de la historia a menudo describe la lucha del héroe contra las fuerzas de mal como la Bildungsroman.
En muchos libros hay un sabio, místico maestro o mentor. A menudo un brujo o guerrero formidable que proporciona al personaje principal consejo y ayuda.
En algunos libros, hay también un Señor Oscuro misterioso, a menudo obsesionado con controlar el mundo y matar al héroe principal. Este personaje es un brujo malvado, o a veces una clase de dios o demonio. Este personaje comanda a veces un ejército enorme. En algunas obras el malo puede haber tenido un predecesor que puede haber sido superior o inferior a él.
El progreso de la historia lleva al personaje a desvelar la naturaleza de las fuerzas desconocidas en su contra, que a veces están entre sus amigos.

### El Bien contra el Mal
El Bien contra el Mal es un concepto común en la alta fantasía, y el carácter del mal es, a menudo, un concepto importante, como en El Señor de los Anillos. De hecho, la importancia de los conceptos del bien y el mal puede ser considerado como la marca distintiva ente la alta fantasía y la espada y brujería. En muchas obras de alta fantasía, este conflicto marca una preocupación profunda con asuntos morales; en otras obras, el conflicto es una lucha de poder, con, por ejemplo, brujos comportándose irresponsablemente tanto si son "buenos" como "malos". En algunas obras, como La Rueda del Tiempo de Jordan, la lucha entre el bien y el mal es utilizada como trasfondo para más sutiles conflictos, por ejemplo conflictos entre diferentes facciones en el mismo bando.
Las novelas recientes de fantasía han empezado a salirse del fondo más común del bien y el mal que aconteció después del Señor de los Anillos. De manera destacada, la aclamada serie Canción de hielo y fuego de George R.R. Martin más o menos abandona el paradigma del bien y el mal a favor de una lucha más multifacètica y política, basada en el juego entre diferentes familias gobernantes, la mayoría de las cuales muestran ambas tendencias, bien y mal, en la persecución de poder. A pesar de que varios caracteres que tienen una apariencia civilizada y fidedigna llevan a cabo terribles actos de crueldad sus intenciones no son necesariamente "malvadas".

### Saga o serie
Desde Tolkien hasta la actualidad, los autores en este género tienden a crear sus propios mundos donde establecen narrativas de varios niveles como Las crónicas de Shannara, The Belgariad/Malloreon, La Rueda de Tiempo, Trono de cristal, Canción de Hielo y Fuego, Malazan Book of the Fallen, El legado, The Sword of Truth (La espada de la verdad), Terramar de Ursula K. Le Guin, y Memory, Sorrow, and Thorn (Añoranzas y pesares).
Escenarios de campaña para juegos de rol como Greyhawk de Gary Gygax, Dragonlance de Tracy Hickman y Margaret Weis y Forgotten Realms de Ed Greenwood son una base común para muchos libros de fantasía y otros muchos autores continúan contribuyendo con nuevos escenarios.

## Ejemplos
Más allá de las obras literarias anteriormente citadas la alta fantasía ha dado sus frutos en otros medios de expresión artística, además de inspirar a pintores e ilustradores como Alan Lee, Boris Vallejo, Julie Bell, Michel Whelan o Rowena Morrill.

### Cómics
- La mazmorra (Mundo de Terra Amata)
- La búsqueda del pájaro del tiempo (Mundo de Akbar)

### Juegos
- The Legend of Zelda (Mundo de Hyrule)
- Dragon Age (Mundo de Thedas)
- Dragonquest
- Guild Wars
- The Elder Scrolls

### Televisión
- Los osos Gummi
- Legend of the Seeker